# فولفغانغ
فولفغانغ (بالإنجليزية: Wolfgang)‏ هو مصارع محترف بريطاني، ولد في 3 ديسمبر 1986 في غلاسكو في المملكة المتحدة.

## وصلات خارجية
- فولفغانغ على موقع دبليو دبليو إي (الإنجليزية)
- فولفغانغ على موقع WrestlingData.com (الإنجليزية)
- فولفغانغ على موقع CageMatch worker (الإنجليزية)
- فولفغانغ على موقع قاعدة بيانات المصارعة على الإنترنت (الإنجليزية)
- فولفغانغ على موقع عالم المصارعة على الإنترنت (الإنجليزية)

- فولفغانغ على موقع IMDb (الإنجليزية)